# Зарубки

Шрифт без зарубок

Шрифт із зарубками (виділені червоним)

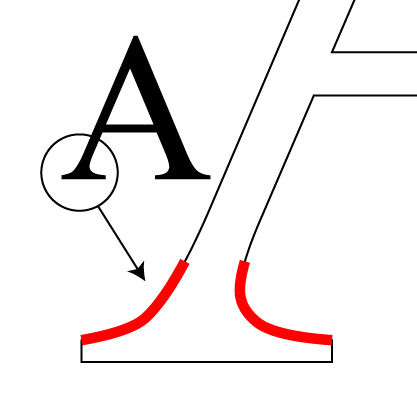
Викружка

Зарубки (також засічки чи серифи) в антиквових шрифтах — короткий, зазвичай перпендикулярний штрих на кінці символа, з якого починається та яким закінчується основний штрих знака. Це одна з основних ознак шрифтової форми. Згідно із загальноприйнятою думкою, зарубки направляють рух очей вздовж рядків при читанні великих масивів друкованого тексту. Вони сприяють поєднанню літер у єдину лінію, полегшуючи візуальне сприйняття та зручнопрочитність тексту. Зарубки мають велике значення в формотворенні рисунка шрифтів і їхніх декоративних якостей.

## Класифікація зарубок
- за формою (трикутні, прямокутні/брускові, волосні, закруглені, шипоподібні)
- за направленістю (горизонтально та вертикально направлені)
- за ритмічним розташуванням (однобокі та двобокі)
- за складністю (прості та декоративні)[1][2]

Зарубки можуть бути скругленими в місці сполучення з основним штрихом (англ. adnate serif), а можуть поєднуватися під кутом і без закруглення (англ. abrupt serif). Шрифт без зарубок називається «sans serif» чи «sans-serif» (від фр. sans — «без»). У деяких типографічних джерелах шрифт без зарубок називають гротесковим (рубленим) чи готичним, а шрифт із зарубками — романським.
Шрифти з зарубками широко використовуються в книгах, газетах та інших друкованих виданнях, які використовують класичний типографічний шрифт.